# Varanus finschi
Il varano di Finsch (Varanus finschi Böhme, Horn e Ziegler, 1994) è una specie della famiglia dei Varanidi originaria di Nuova Guinea e Australia. Appartiene al sottogenere Euprepiosaurus, come il varano delle mangrovie di Ceram e il varano dalla gola pesca, suoi stretti parenti.

## Descrizione
Il disegno dorsale degli esemplari adulti di V. finschi consiste di «ocelli neri, spesso disposti in file trasverse irregolari, con il centro giallastro e il margine grigio scuro». La testa, di colore scuro, è ricoperta da numerose macchie gialle. La lingua è rosa.

## Distribuzione e habitat
In passato gli studiosi credevano che il varano di Finsch vivesse solamente nelle località di Blanche Bay, Ralum e Massawa, nella Nuova Britannia. Ricerche successive effettuate a partire da esemplari museali hanno però dimostrato che l'areale di questa specie è più vasto; esso comprende, infatti, le Isole Bismarck (Nuova Irlanda), la Nuova Guinea e il Queensland (Australia). Sfortunatamente, per l'esemplare proveniente da quest'ultima regione mancano dati inerenti alla località di cattura e così l'esatta distribuzione del varano di Finsch nell'Australia settentrionale rimane sconosciuta. V. finschi si incontra in vari tipi di habitat: foreste di mangrovie e pluviali, radure, piantagioni di palme da cocco e spiagge rocciose.

## Biologia
Fortemente legato all'ambiente acquatico e assai attivo, il varano dalla coda azzurra è in grado di correre, nuotare, arrampicarsi e interrarsi con pari abilità.